# Bona von Pisa

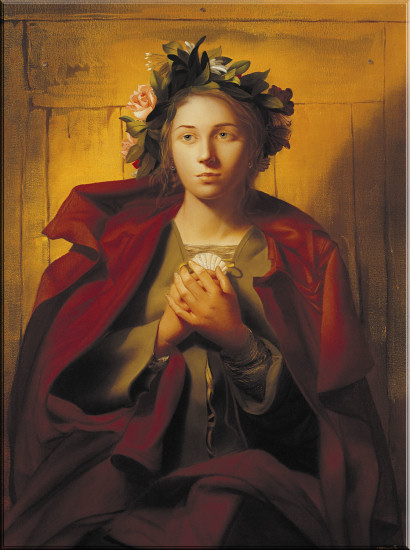
Santa Bona, Giovanni Lorenzetti, 2003, Palazzo Arcivescovile, Pisa

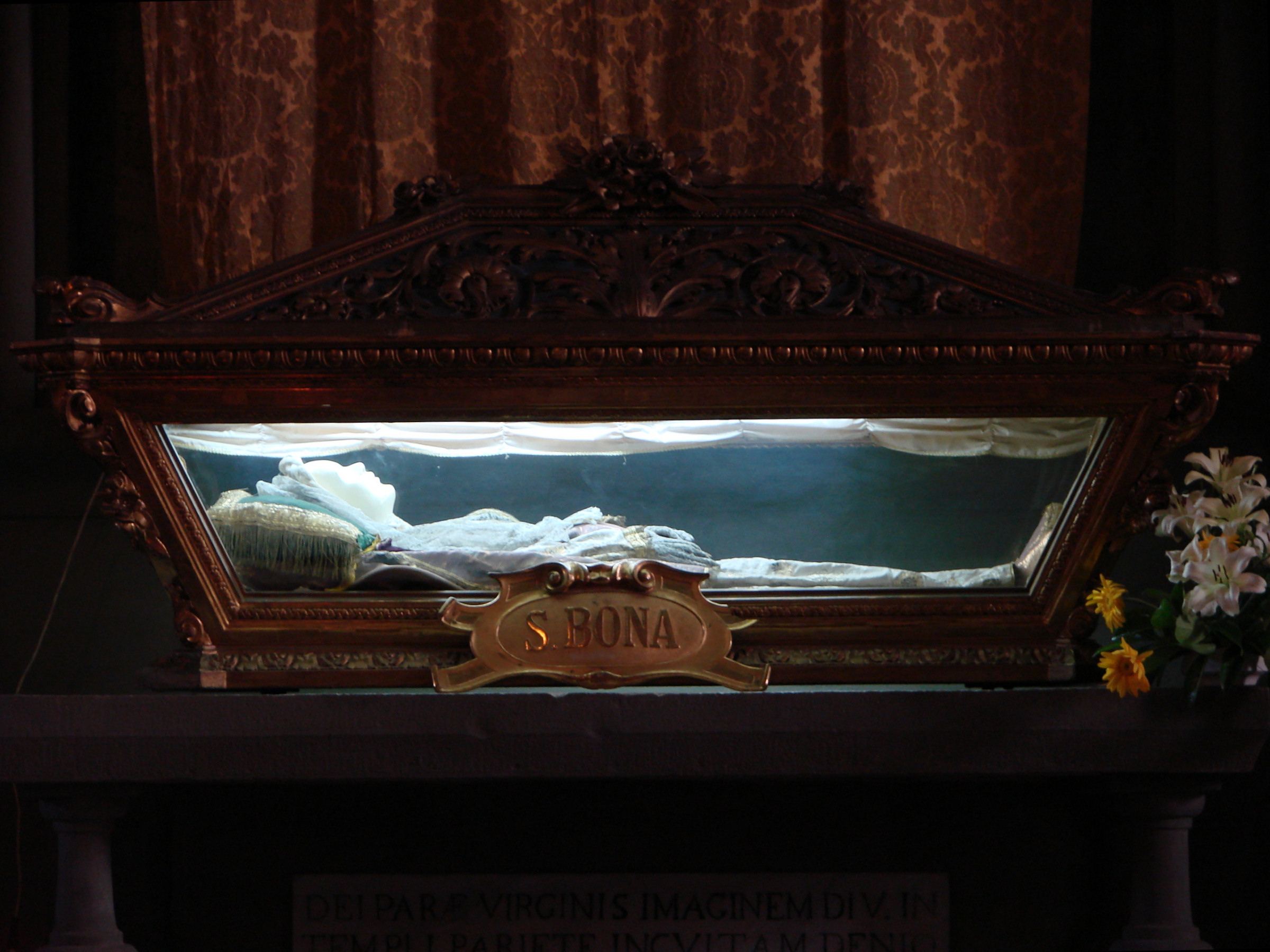
Ganzkörperreliquie von Santa Bona, Kirche von San Martino, Pisa

Bona von Pisa (lateinisch die Gute; * um 1156 in Pisa; † 29. Mai 1207 ebenda) war eine katholische Augustinerterziarin und Mystikerin.

## Leben
Auf einer Pilgerreise ins Heilige Land hatte sie die Erscheinung, Christus stecke ihr einen Ring an die Hand. Sie bewirkte in der Folge gemäß der Überlieferung viele Wunder, und man sprach ihr prophetische Fähigkeiten zu. Außer nach Palästina unternahm Bona von Pisa auch Pilgerfahrten nach Rom, nach Santiago de Compostela und zum Monte Gargano. Das Kloster San Iacopo al Poggio in Pisa wurde unter ihrer Mitwirkung gegründet.
Ihre sterblichen Überreste werden in der Kirche San Martino in Pisa aufbewahrt.

## Verehrung
Nach ihrer Heiligsprechung wurde sie zur Schutzpatronin der Stadt Pisa sowie der Pilger. 1962 ist sie von Papst Johannes XXIII. zur Patronin der Flugbegleiter ausgerufen worden. Ihr Gedenktag ist der 29. Mai.
In der Kunst wird sie meist als Nonne mit einem Kreuz in den gefalteten Händen dargestellt.